# Карла Кокс
Зузана Сршнова (чеш. Zuzana Sršnová; 25. мај 1984), познатија под псеудонимом Карла Кокс (енгл. Carla Cox), је чешка и словачка порнографска глумица.

## Каријера
Карла Кокс је рођена у граду Брно (данас Чешка Република) а одрасла је у Словачкој.
Дебитовала је као глумица у индустрији порнографије 2006. године, а од тада се појавила у преко 600 сцена секса. У октобру 2011. године, покренула је свој веб-сајт, CarlaCoxRocks.com.

## Изабрана филмографија
- 2013 Russian Institute Lesson 13 Gang Bang
- 2011 Bikini Warriors
- 2011 Cuckold Sessions 8
- 2010 Butt Licking Anal Whores 15
- 2009 Young Harlots: Private Lessons
- 2008 Sperm Swap 4
- 2008 Tamed Teens 5
- 2007 Private Sex Auditions 4
- 2007 Hi Speed Sex 3
- 2006 Swallow Me POV 5
- 2006 Cum Filled Throats 15

## Награде и номинације
| Година | Награда      | Резултат   | Категорија                           | Филм                             |
| ------ | ------------ | ---------- | ------------------------------------ | -------------------------------- |
| 2011   | АВН Награда  | Номинована | Best Group Sex Scene                 | Slutty & Sluttier 11             |
| 2011   | АВН Награда  | Номинована | Best Group Sex Scene                 | Tori, Tarra and Bobbi Love Rocco |
| 2011   | АВН Награда  | Номинована | Female Foreign Performer of the Year | Н/Д                              |
| 2012   | SHAFTA Award | Номинована | Best Sex Scene                       | Liselle's Sordid Summer          |
| 2012   | SHAFTA Award | Номинована | Foreign Performer of the Year        | Н/Д                              |
| 2012   | XBIZ Award   | Номинована | Foreign Female Performer of the Year | Н/Д                              |
| 2013   | АВН Награда  | Номинована | Female Foreign Performer of the Year | Н/Д                              |